# Lina Khan

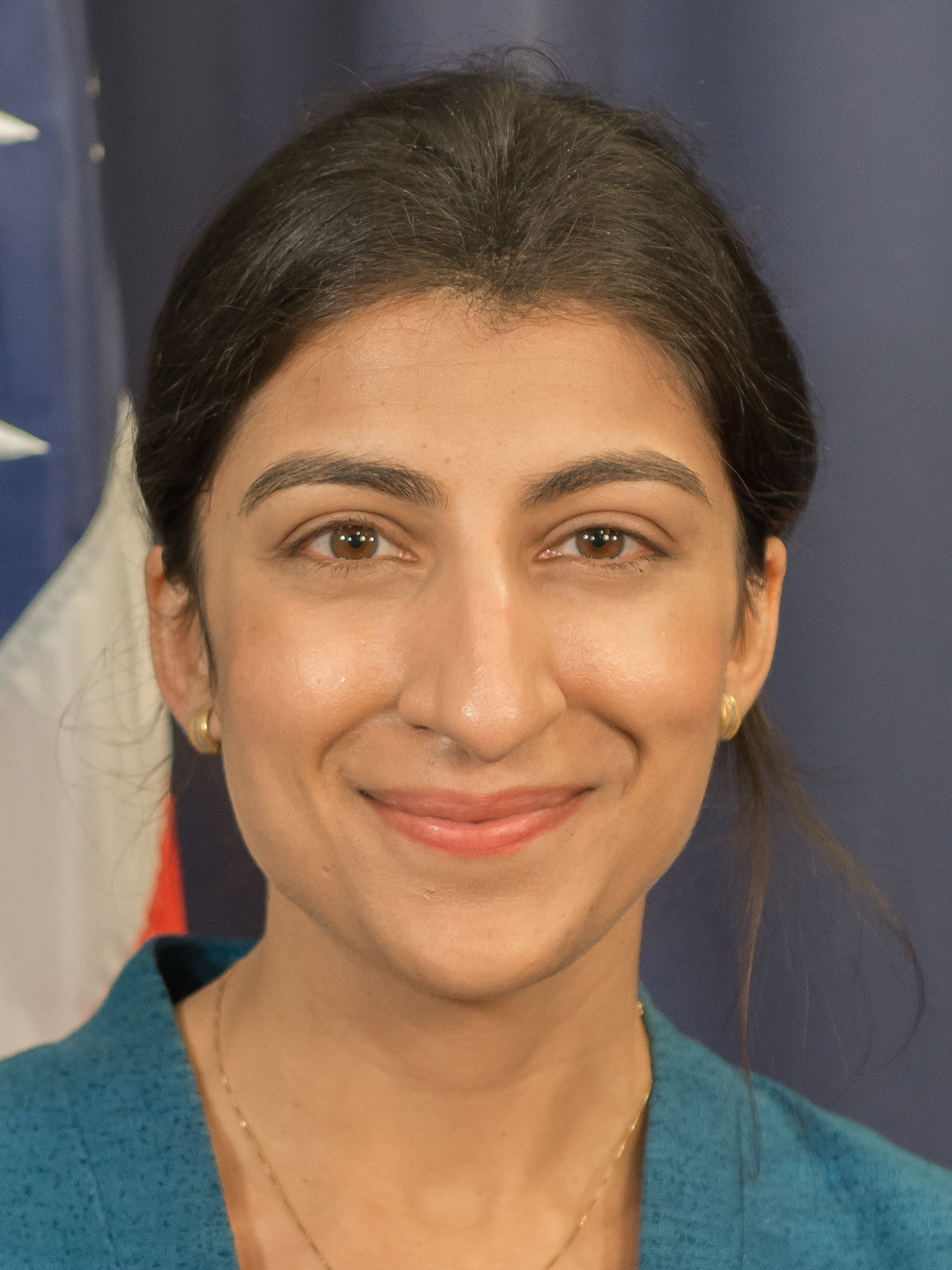
Lina Khan, 2021

Lina M. Khan (* 3. März 1989 in London) ist eine US-amerikanische Rechtswissenschaftlerin und war Vorsitzende der Federal Trade Commission bis 2025. Während ihres Studiums an der Yale Law School wurde sie durch ihre Arbeit im Kartell- und Wettbewerbsrecht in den Vereinigten Staaten bekannt, nachdem sie den einflussreichen Aufsatz Amazon’s Antitrust Paradox veröffentlicht hatte. Sie wurde im März 2021 von Präsident Joe Biden in die Trade Commission berufen und war von 2021 bis 2025 im Amt. Sie ist außerdem außerordentliche Professorin für Recht an der Columbia Law School.

## Frühes Leben und Ausbildung
Khan wurde am 3. März 1989 als Tochter pakistanischer Eltern in London, Vereinigtes Königreich, geboren. Khan zog mit ihnen in die Vereinigten Staaten, als sie 11 Jahre alt war. Im Jahr 2010 machte sie ihren Abschluss am Williams College, wo sie ihre Abschlussarbeit über Hannah Arendt schrieb. Während ihrer Zeit am Williams College war Khan als Redakteurin der Studentenzeitung tätig.

## Akademische Laufbahn

### Yale Law School
Khan forschte und veröffentlichte bei der New America Foundation zu Fragen der Marktkonsolidierung, bis sie 2014 ein Studium an der Yale Law School aufnahm. Während ihres Studiums an der Yale Law School war Khan Co-Direktorin der Yale Mortgage Foreclosure Litigation Clinic, wo sie Hausbesitzer vertrat, die von Finanzinstituten zu Unrecht zwangsvollstreckt wurden. Außerdem arbeitete sie einen Sommer lang bei Gupta Wessler, einer Kanzlei, die auf Rechtsstreitigkeiten im öffentlichen Interesse und auf der Klägerseite spezialisiert ist. Sie erwarb 2017 einen Juris Doctor von der Yale Law School, wo sie als Redakteurin für das Yale Journal on Regulation tätig war.

### Amazon’s Antitrust Paradox

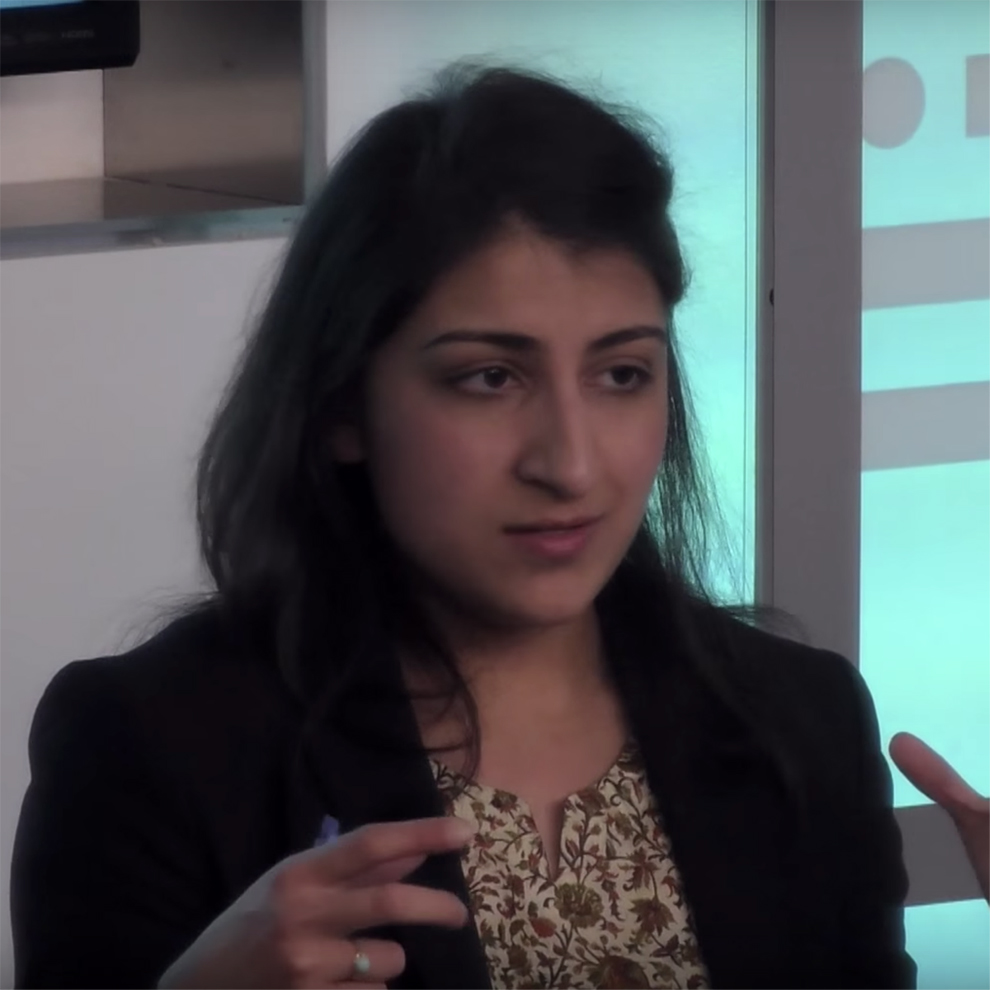
Khan im Jahr 2016, als sie auf einem Podium über Amazon und das Kartellrecht sprach

Im Jahr 2017, als sie noch an der Yale Law School studierte, wurde Khan bekannt, als das Yale Law Journal ihren Artikel Amazon’s Antitrust Paradox veröffentlichte. Der Artikel erregte in amerikanischen Rechts- und Wirtschaftskreisen großes Aufsehen, und die New York Times bezeichnete ihn als „Neuordnung des jahrzehntelangen Monopolrechts“. In dem Artikel argumentierte Khan, dass der derzeitige amerikanische kartellrechtliche Rahmen, der sich darauf konzentriert, die Verbraucherpreise niedrig zu halten, den wettbewerbsfeindlichen Auswirkungen plattformbasierter Geschäftsmodelle wie dem von Amazon nicht gerecht werden kann. Der Titel von Khans Artikel war eine Anspielung auf Robert Borks Buch The Antitrust Paradox aus dem Jahr 1978, in dem der von Khan kritisierte Standard des Verbraucherschutzes festgelegt wurde. Sie schlug alternative Rahmen für die Kartellpolitik vor, darunter die „Wiederherstellung traditioneller kartell- und wettbewerbspolitischer Grundsätze oder die Anwendung von Verpflichtungen und Pflichten des Common Carrier“.
Der Artikel wurde sowohl mit Beifall als auch mit Kritik bedacht. Im September 2018 wurde er 146.255 Mal aufgerufen und war damit laut New York Times „ein Bestseller in der Welt der juristischen Abhandlungen“. Joshua Wright, der von 2013 bis 2015 der FTC angehörte, bezeichnete ihre Arbeit als „Hipster-Kartellrecht“ und argumentierte, sie zeige „einen tiefgreifenden Mangel an Verständnis für das Modell des Verbraucherwohls und das Regelwerk der Vernunft.“ Herbert Hovenkamp, der in den Regierungen Clinton und Obama diente, schrieb, dass Khans Behauptungen „technisch undiszipliniert, nicht überprüfbar und sogar inkohärent“ seien und dass ihre Arbeit „niemals erklärt, wie ein nicht produzierender Einzelhändler wie Amazon seine Investitionen in eine Preisgestaltung unter den Kosten durch spätere Preiserhöhungen wieder hereinholen könnte, und sogar bestreitet, dass eine Preiserhöhung auf ein höheres Niveau überhaupt ein Teil der Strategie sein muss, was darauf hindeutet, dass sie Raubbau mit Investitionen verwechselt“.

### Open Markets Institute und Columbia Law School
Nach Abschluss ihres Studiums arbeitete Khan beim Think Tank New America, wo sie für Barry Lynn im Rahmen des Open Markets Program (Programm für offene Märkte) über Monopole forschte und schrieb. Nachdem Khan und ihr Team die Marktmacht von Google kritisiert hatten, trennte sich New America vom Open Markets Institute. Nach Informationen der New York Times hatte Eric Schmidt, Chef von Google (ein Geldgeber von New America), den Artikel gesehen und war unglücklich damit.
Der Chef vom Open Markets Institute führte die Trennung ebenfalls auf den Einfluss von Google zurück. Google wies den Vorwurf zurück. Khan und andere Mitarbeitende gründeten daraufhin das unabhängige Open Markets Institute. Während ihrer Zeit bei OMI traf sich Khan auch mit Senatorin Elizabeth Warren, um Ideen für eine antimonopolistische Politik zu diskutieren.
Khan kam als akademische Mitarbeiterin an die Columbia Law School, wo sie im Kartellrecht und in der Wettbewerbspolitik forschte und lehrte, insbesondere im Zusammenhang mit digitalen Plattformen. Sie veröffentlichte in der Columbia Law Review den Artikel The Separation of Platforms and Commerce, in dem sie für eine strukturelle Trennung plädiert, die es marktbeherrschenden Zwischenhändlern verbietet, in Geschäftszweige einzutreten, die sie in direkten Wettbewerb mit den von ihren Netzwerken abhängigen Unternehmen bringen. Im Juli 2020 trat Khan als außerordentliche Professorin für Recht in die Fakultät der Universität ein.
Khan hat sich selbst als Mitglied der New Brandeis-Bewegung bezeichnet, einer politischen Bewegung, die eine Wiederbelebung der Kartellrechtsdurchsetzung anstrebt.

## Im Staatsdienst
Im Jahr 2018 arbeitete Khan als Legal Fellow bei der Federal Trade Commission im Büro von Kommissionsmitglied Rohit Chopra. Seit 2019 ist Khan als Beraterin des Unterausschusses für Kartell-, Handels- und Verwaltungsrecht des Justizausschusses des Repräsentantenhauses tätig, wo sie die Untersuchung des Kongresses zu digitalen Märkten leitet.

### Vorsitzende der Federal Trade Commission (FTC) 2021–2025
Am 22. März 2021 kündigte Präsident Joe Biden an, dass er Khan als Kommissarin der Federal Trade Commission nominieren würde. Am 15. Juni 2021 wurde ihre Nominierung vom Senat mit 69 zu 28 Stimmen bestätigt. Khan wurde mit parteiübergreifender Unterstützung bestätigt, was vor allem darauf zurückzuführen war, dass ihre „einflussreichen Anti-Amazon-Standpunkte“ von den Mitgliedern des Kongresses weitgehend geteilt wurden. Präsident Biden ernannte sie daraufhin zur Vorsitzenden der FTC. Mit ihrem Amtsantritt wurde Khan nach Dennis Yao (der von 1991 bis 1994 im Amt war) und ihrem früheren Chef Rohit Chopra (der von 2018 bis heute im Amt ist) die dritte asiatisch-amerikanische Person, die der FTC angehört.
Nach der Ernennung von Donald Trump zum US-Präsidenten wurde Khan im Januar 2025 durch Andrew Ferguson als neuen FTC-Vorsitzenden ersetzt. Ferguson kündigte unter anderem an, den „Kampf gegen Unternehmensfusionen“ zu beenden und stattdessen einen „Kampf gegen die Trans-Agenda“ zu führen.

#### Antrag auf Amtsenthebung
Nach ihrer Ernennung zur Vorsitzenden reichten sowohl Amazon.com Inc. als auch Facebook Petitionen bei der FTC ein, um ihre Abberufung von den Ermittlungen gegen diese Unternehmen zu erwirken. Ihre Begründung war, dass Khan nicht unparteiisch sein könne, da sie in ihren früheren Veröffentlichungen unter anderem Amazon als nicht rechtlich erlaubten Monopolist einordnete. Laut der Rechtswissenschaftlerin Eleanor Fox sind die Anforderungen für eine Abberufung sehr hoch und es ist unwahrscheinlich, dass Khan sie erfüllen wird. Senatorin Elizabeth Warren und andere Befürworter Khans argumentierten, Forderungen der Unternehmen nach einer Amtsenthebung seien haltlos und laufen lediglich auf einen Versuch hinaus, ein Vorgehen der FTC gegen den Missbrauch von Marktmacht zu verhindern.

#### Tätigkeiten als FTC-Vorsitzende
Unter Khan wurden bei der FTC die Kriterien zur Beurteilung von Fusionen geändert. Nvidia, HCA Healthcare und Lockheed Martin brachen daraufhin geplante Fusionen mit weiteren Unternehmen ab. Die FTC unter Khan warf Facebook und Amazon wettbewerbsfeindliche Maßnahmen vor und legte Klage dagegen ein. Khan begründet ihr Vorgehen damit, dass ihrer Ansicht nach viele Fehlentwicklungen in der US-Wirtschaft (z. B. enorme Verspätungen an Flughäfen und die Mängel in Pflegeheimen) durch Unternehmenszusammenschlüsse verursacht oder verschärft worden sind. Zu große Unternehmensmacht gefährde zudem die Meinungsfreiheit und ökonomische Freiheiten. Des Weiteren ging die FTC, um Arbeitnehmern Wechsel zu anderen Unternehmen oder die Selbständigkeit zu ermöglichen, gegen die in den USA verbreiteten Wettbewerbsverbotklauseln in Arbeitsverträgen vor. Betroffene Unternehmen klagten gegen das Vorgehen, das Urteil vorm Obersten Gerichtshof steht noch aus.
Khan wurde mit diesem Vorgehen in Teilen der Justiz und Wirtschaft (kleinere Unternehmen) populär, auch einige Republikaner lobten ihre Arbeit. Zugleich nahm die Gegnerschaft zu, einige Geldgeber aus dem Private-Equity-Bereich warfen ihr z. B. vor „Kommunistin“ zu sein und äußerten, wer gegen Unternehmen wie Amazon vorgehe, greife Amerika an. Im Vorfeld der Präsidentschaftswahlen in den USA riefen mehrere Parteigroßspender der Republikaner und Demokraten (u. a. Reid Hoffman von LinkedIn und Microsoft, der auch Gegenstand der Antitrust-Ermittlungen von Khan war) zur Entlassung von Khan auf. Darauf von den Medien angesprochen, antwortete Khan, dass sie natürlich Kritik von Führungskräften von Unternehmen mit Monopolmacht in ihrer Funktion erwartet.
Innerhalb der FTC ist Khan laut einem Portrait von Bloomberg wegen ihres „Hands-on“-Ansatzes, ohne viele Aufgaben zu delegieren, auch nicht ohne Kritiker. Wobei laut Bloomberg auch ihre Kritiker ihr zugestehen, dass sich die Effektivität der FTC unter Khan insgesamt verbessert hat. Der Jurist William Baer (Brookings Institution) gehört zu den Befürwortern von Khan und äußerte, Khan hat soviel Fortschritt erreicht wie innerhalb der Zeit realistisch möglich war.

## Preise und Auszeichnungen
Für Amazon’s Antitrust Paradox wurde Khan mit dem Antitrust Writing Award for „Best Academic Unilateral Conduct Article“ 2018, dem Israel H. Peres Prize der Yale Law School und dem Michael Egger Prize des Yale Law Journal ausgezeichnet.
Im Jahr 2018 bezeichnete Politico Khan als „Anführerin einer neuen Schule des Kartelldenkens“ als Teil seiner „Politico 50“-Liste einflussreicher Denker. Das New York Magazine bezeichnete sie als „unbestreitbar die mächtigste Figur in der Anti-Monopol-Avantgarde“. Außerdem wurde sie in die Liste der „Global Thinkers“ von Foreign Policy, die „Top 50 Thinkers“ von Prospect, die WIRED25 von Wired, die National Journal 50, die Liste der einflussreichsten Frauen von Washingtonian und die „Next Generation Leaders“ von Time aufgenommen. Khans Kommentare wurden in The American Prospect, Quartz, Salon und The New Republic veröffentlicht.
Khans wissenschaftliche Arbeit hat weltweit große öffentliche Aufmerksamkeit erregt. Sie wurde von The Washington Post, Washington Monthly, The Atlantic, The New York Times, Wired, The Financial Times, Time, Manager Magazin, El País und Le Figaro porträtiert.

## Privatleben
Khan ist mit dem Kardiologen Shah Ali verheiratet.

## Veröffentlichungen
- Amazon’s Antitrust Paradox. In: The Yale Law Journal. Band 126, Nr. 3, 28. Januar 2016, ISSN 0044-0094, S. 710–805, JSTOR:44863332 (yalelawjournal.org [abgerufen am 11. Januar 2022]).
- The New Brandeis Movement: America’s Antimonopoly Debate. In: Journal of European Competition Law & Practice. 9. Jahrgang, 1. März 2018, S. 131–132.
- The Ideological Roots of America’s Market Power Problem. A Response To Introduction: Unlocking Antitrust Enforcement. Jonathan B. Baker, Jonathan Sallet & Fiona Scott Morton. 24 May 2018. In: The Yale Law Journal. Forum. Band 127, 4. Juni 2018, ISSN 0044-0094, S. 960–979 (englisch, yalelawjournal.org [PDF; 606 kB; abgerufen am 15. Januar 2022]).
- Sources of Tech Platform Power. (PDF) In: Georgetown Law Technology Review. Juli 2018, abgerufen am 11. Januar 2022 (englisch).
- The Separation of Platforms and Commerce. (PDF) In: Columbia Law Review. Mai 2019, abgerufen am 11. Januar 2022 (englisch).
- Competition Issues in Digital Markets. (PDF) In: Competition Law & Policy Debate. Juli 2019, abgerufen am 11. Januar 2022 (englisch).
- Comment on Daniel A. Crane: A Premature Postmortem on the Chicago School of Antitrust. In: Business History Review. 93. Jahrgang, Nr. 4, 2019, S. 777–779.
- The End of Antitrust History Revisited [reviews]. (PDF; 288 kB) In: Harvard Law Review. März 2020, abgerufen am 11. Januar 2022 (englisch).